# Мессик, Дэйл
Дэйл Мессик (настоящее имя Даля;  11 апреля 1906 — 5 апреля 2005) — американская художница комиксов, создательница вымышленного персонажа Бренды Старр, девушки-репортёра, истории о приключениях которой пользовались большой популярностью в 1950-х годах и публиковались в 250 различных газетах.
Родилась в городе Саут-Бенд, штат Индиана, в семье швеи и художника. Склонности к рисованию проявила с раннего детства. Некоторое время училась в коммерческом училище искусств в Чикаго, но вскоре оставила его, чтобы начать карьеру профессионального художника. Работать начала в фирме по созданию поздравительных открыток, но ушла оттуда из-за понижения заработной платы во времена Великой депрессии. В 1933 году переехала в Нью-Йорк, где вновь работала в фирме, производившей открытки, получая 50 долларов в неделю и отправляя половину этих денег семье в Саут-Бенд.
Пробовать себя в создании комиксов начала в конце 1930-х годов, придумав себе псевдоним «Дэйл», так как считала, что против женщин-авторов существует предубеждение. Образ рыжеволосой искательницы приключений Бренды Старр Мессик создала в 1940 году, по её словам — на основе образа актрисы Риты Хейнворт. Первый комикс о Бренде появился 30 июня 1940 года в газете Chicago Tribune, а в 1945 году стал ежедневным ввиду огромного успеха у аудитории. Мессик продолжала рисовать этот комикс до 1980 года. После ухода на пенсию она начала рисовать новую серию комиксов, «Бабушка Гламур», над которой работала до 1998 года.